# Nikołaj Kuźmicz Kozłow
Nikołaj Kuźmicz Kozłow (ros. Николай Кузьмич Козлов, ur. 28 stycznia 1893 w Kostromie, zm. 29 sierpnia 1973 w Moskwie) – radziecki polityk.

## Życiorys
Od 1909 członek SDPRR, 1910 aresztowany i zwolniony, 1911 ponownie aresztowany i zwolniony. W 1912 aresztowany i skazany na zesłanie do Wielkiego Ustiuga, w sierpniu 1913 zwolniony. We wrześniu 1913 ponownie aresztowany i skazany na zesłanie do guberni ołonieckiej, 1915 zwolniony, od grudnia 1915 do 1918 żołnierz armii rosyjskiej. Do września 1918 przewodniczący Komitetu Miejskiego RKP(b) w Kostromie, 1918-1920 przewodniczący kostromskiego gubernialnego komitetu RKP(b), od kwietnia do października 1920 przewodniczący Komitetu Wykonawczego Kostromskiej Rady Gubernialnej, od 1920 do marca 1921 sekretarz odpowiedzialny kostromskiego gubernialnego komitetu RKP(b). W marcu 1921 brał udział w likwidacji powstania w Kronsztadzie, 1921-1922 funkcjonariusz partyjny w Piotrogrodzie, od 1922 do października 1924 przewodniczący Komitetu Wykonawczego Archangielskiej Rady Gubernialnej, następnie do grudnia 1929 instruktor odpowiedzialny KC WKP(b). Od 17 grudnia 1929 do 11 maja 1930 sekretarz odpowiedzialny Krymskiego Komitetu Obwodowego WKP(b), 1931-1933 przewodniczący Komitetu Wykonawczego Dolno-Wołżańskiej Rady Krajowej, 1933-1934 zastępca kierownika Wydziału Kadr Administracyjno-Gospodarczych i Związkowych KC WKP(b). Od stycznia 1934 przewodniczący Komitetu Wykonawczego Saratowskiej Rady Krajowej, kierownik Sekretariatu Prezydium Centralnego Komitetu Wykonawczego (CIK) ZSRR, później szef Kancelarii Prezydium Rady Najwyższej ZSRR, od 1959 na emeryturze.